# Danske mesterskaber i atletik 1983
Danske mesterskaber i atletik 1983 var det 90. år med danske mesterskab i atletik. Indendørs mesterskabet var åben for udenlandske deltagere, de er mærkeret med flag for det land de er statsborgere i.

## Mænd
| Disciplin              | Guld                                        | Sølv                                   | Bronze                                         |
| ---------------------- | ------------------------------------------- | -------------------------------------- | ---------------------------------------------- |
| 100 meter              | Peter Regli Viby IF 10,57                   | Lars Pedersen IF Sparta 10,66          | Thomas Hultmann Ballerup AK 10,72              |
| 200 meter              | Lars Pedersen IF Sparta 21,44               | Peter Regli Viby IF 21,61              | Morten Kjems Kolding KFUM 21,88                |
| 400 meter              | Jesper Carlsen Herlev Atletik 47,34         | Jens Smedegaard IF Sparta 47,43        | Ole Christensen AK73 48,82                     |
| 800 meter              | Hans Christian Jensen AK 73 1,51,0          | Mogens Guldberg Trongårdens IF 1,51,4  | Hans Christian Hoffmann PI 1,52,0              |
| 1500 meter             | Niels Kim Hjorth Skive AM 3,41,11           | Mogens Guldberg Trongårdens IF 3,45,43 | Mads T. Jensen AGF 3,48,16                     |
| 5000 meter             | Ole Hansen Århus 1900 14,22,57              | Keld Johnsen Skive AM 14,25,87         | Kenneth Andreasen Freja Odense                 |
| 10.000 meter           | Henrik Jørgensen Herlev Atletik 29,27,5     | Keld Johnsen Skive AM 29,48,6          | Svend Erik Kristensen Atletica Horsens 30,35,8 |
| Maraton                | John Skovbjerg AGF 2,22,57                  |                                        |                                                |
| Maraton hold           | AGF 10p                                     |                                        |                                                |
| 110 meter hæk          | Erik Sidenius Jensen Skovbakken 14,25       | Tommy Jensen Vejle IF 14,54            | Heinrich Due Atletica Horsens 14,79            |
| 400 meter hæk          | Tommy Jensen Vejle IF 51,90                 | Bjørn Knudsen Vidar Sønderborg 52,81   | Jesper Have Aalborg AK 53,62                   |
| 3000 meter forhindring | Allan Zachariasen Freja Odense 8,35,6       | Flemming Jensen Herlev Atletik 9,00,6  | Christian Wolfsberg Frederiksberg IF 9,05,6    |
| Højdespring            | René Tyranski Nielsen Freja Odense 2,17     | Jesper Tørring Skovbakken 2,14         | Freddie Kirk Aalborg AK 2,08                   |
| Stangspring            | Carsten Lange Randers Real 5,05             | Peter "Fut" Jensen Holte Atletik 5,00  | Martin Lind AGF 4,80                           |
| Længdespring           | Frank Nielsen IF Gullfoss 7,06              | Michael Pedersen Freja Odense 7,04     | Niels Gejl AK Delta Slagelse 7,02              |
| Trespring              | Henry Knudsen AGF 15,55                     | Niels Gejl AK Delta Slagelse 14,98     | Ulrik Wilbek Trongårdens IF 14,52              |
| Kuglestød              | Michael Henningsen PI 16,56                 | Curd Bahrt IF Gullfoss 15,89           | Jørgen Halkjær OGF 15,60                       |
| Diskoskast             | Claus Bahrt IF Gullfoss 49,91               | Kjeld Andresen PI 49,64                | Allan Laursen IF Sparta 48,96                  |
| Hammerkast             | Peter Christensen Freja Odense 60,74        | Åge B. Jacobsen IF Sparta 59,38        | Kjeld Andresen PI 55,53                        |
| Spydkast               | Carsten Bojsen Esbjerg AF 73,86             | Jørgen Jelstrøm Freja Odense 71,92     | Per Bo Hansen IF Gullfoss 67,39                |
| Vægtkast               | Peter Christensen Freja Odense 18,97        | Claus Bahrt IF Gullfoss 18,72          | Kjeld Andresen PI 18,19                        |
| 4 x 100 meter          | IF Gullfoss 41,61                           | Viby IF 42,37                          | KTA 42,62                                      |
| 4 x 400 meter          | IF Sparta 3,18,37                           | Trongårdens IF 3,18,61                 | KTA 3,19,89                                    |
| 30km gang              | Per H. Nielsen Sdr. Omme IF 2,41,22         | Per Bo Mathiasen Jægerkorpset 2,50,45  | Jan Kristiansen Sdr. Omme IF 2,52,04           |
| 12km cross             | Niels Kim Hjorth Skive AM 40,03             |                                        |                                                |
| 12km cross hold        | Skive AM 8p                                 |                                        |                                                |
| Danmarksturneringen    | Holte Atletik                               |                                        |                                                |
| 60 meter inde          | Stefan Nielsson KA 2 IF 6,68                |                                        |                                                |
| 800 meter inde         | Ronny Olsson Malmö AI 1,54,1                |                                        |                                                |
| 3000 meter inde        | Christian Wolfsberg Frederiksberg IF 8,28,5 |                                        |                                                |
| 60 meter hæk inde      | Peter Bergh Örgryte IS 8,18                 |                                        |                                                |
| Højdespring inde       | Magnus Svensson KA 2 IF 2,05                |                                        |                                                |
| Stangspring inde       | Gunnar Ageskär IFK Växjö 5,10               |                                        |                                                |
| Længdespring inde      | Per Krogh AK Holstebro 7,17                 |                                        |                                                |
| Trespring inde         | Bjarne Bender Mortensen Københavns IF 14,04 |                                        |                                                |
| Kuglestød inde         | Michael Henningsen PI 16,81                 |                                        |                                                |
| Syvkamp inde           | Lars Warming Århus 1900 5176                |                                        |                                                |

## Kvinder
| Disciplin           | Guld                                         | Sølv                                          | Bronze                                      |
| ------------------- | -------------------------------------------- | --------------------------------------------- | ------------------------------------------- |
| 100 meter           | Dorthe Wolfsberg Frederiksberg IF 11,47w     | Lisbeth Nissen-Petersen Trongårdens IF 11,80w | Britt Hansen Glostrup IC 11,91w             |
| 200 meter           | Dorthe Wolfsberg Frederiksberg IF 23,52      | Lisbeth Nissen-Petersen Trongårdens IF 24, 20 | Britt Hansen Glostrup IC 24,41              |
| 400 meter           | Lisbeth Nissen-Petersen Trongårdens IF 55,18 | Heidi K. Jensen Køge Atletik 55,73            | Birgitte Nygaard Skovbakken 59,51           |
| 800 meter           | Tina Krebs Fremad Holbæk 2,03,12             | Heidi K. Jensen Køge Atletik 2,04,14          | Trine Birk Pedersen Hellas Roskilde 2,17,94 |
| 1500 meter          | Tina Krebs Fremad Holbæk 4,22,51             | Charlotte Kaagh Viking Rønne 4,22,89          | Trine Birk Pedersen Hellas Roskilde 4,25,60 |
| 3000 meter          | Dorthe S. Rasmussen Glostrup IC 8,59,31      | Charlotte Kaagh Viking Rønne 9,43,30          | Helle B. Jørgensen Københavns IF 9,51,13    |
| Maraton             | Lone Dybdal Århus 1900 2,49,58               |                                               |                                             |
| Maraton hold        | Århus 1900 10p                               |                                               |                                             |
| 100 meter hæk       | Helle Sichlau KTA 13,49w                     | Lisbeth Pedersen IF Sparta 13,67w             | Janne Nexø Glostrup IC 14,23w               |
| 400 meter hæk       | Helle Sichlau KTA 58,14                      | Berit Danielsen Herlev Atletik 61,09          | Helle Vinkler Fredericia AK 63 61,16        |
| Højdespring         | Lone Pleth Skovbakken 1,74                   | Dorte Klein Esbjerg AF 1,71                   | Helle Clausen Fredericia AK 63 1,71         |
| Længdespring        | Lisbet Fehrenkamp IF Sparta 6,06             | Lisbeth Pedersen IF Sparta 6,00               | Dorte Ebling AK 73 5,86                     |
| Kuglestød           | Jytte Lyng Larsen Århus 1900 13,67           | Gerda Munch Klemensker IF 12,58               | Lisbeth Pedersen IF Sparta 12,46            |
| Diskoskast          | Vivian Krafft AK Delta Slagelse 46,70        | Birgitte Jensen Trongårdens IF 46,22          | Anette Rehoff Larsen Århus 1900 43,17       |
| Spydkast            | Simone Frandsen Holte Atletik 51,10          | Pia Thomsen IF Gullfoss 47,11                 | Dorte Klein Esbjerg AF 46,94                |
| 4 x 100 meter       | Trongårdens IF 47,17                         | Amager IF 48,50                               | Viby IF 49,32                               |
| 4 x 400 meter       | Trongårdens IF 3,54,25                       | KTA 3,56,28                                   | Amager IF 3,57,53                           |
| 10km                | Dorthe S. Rasmussen Glostrup IC 33,55        |                                               |                                             |
| 10km hold           | Københavns IF 17p                            |                                               |                                             |
| 5km cross           | Dorthe S. Rasmussen Glostrup IC 19,13        |                                               |                                             |
| 5km cross hold      | Køge Atletik 12p                             |                                               |                                             |
| Danmarksturneringen | Trongårdens IF                               |                                               |                                             |
| 60 meter inde       | Dorte Wolfsberg Frederiksberg IF 7,45        |                                               |                                             |
| 800 meter inde      | Jill McCabe Malmö AI 2,09,5                  |                                               |                                             |
| 1500 meter inde     | Tina Frisk Bengtsson IFK Växjö 4,25,5        |                                               |                                             |
| 60 meter hæk inde   | Lisbeth Pedersen IF Sparta 8,52              |                                               |                                             |
| Højdespring inde    | Catharina Andersson IFK Helsingborg 1,71     |                                               |                                             |
| Længdespring inde   | Lisbeth Pedersen IF Sparta 6,28              |                                               |                                             |
| Kuglestød           | Jytte Lyng Larsen Frederikshavn AK-66 14,11  |                                               |                                             |
| Sekskamp inde       | Bente Larsen Aalborg FF 4334                 |                                               |                                             |